# Stadtlengsfeld

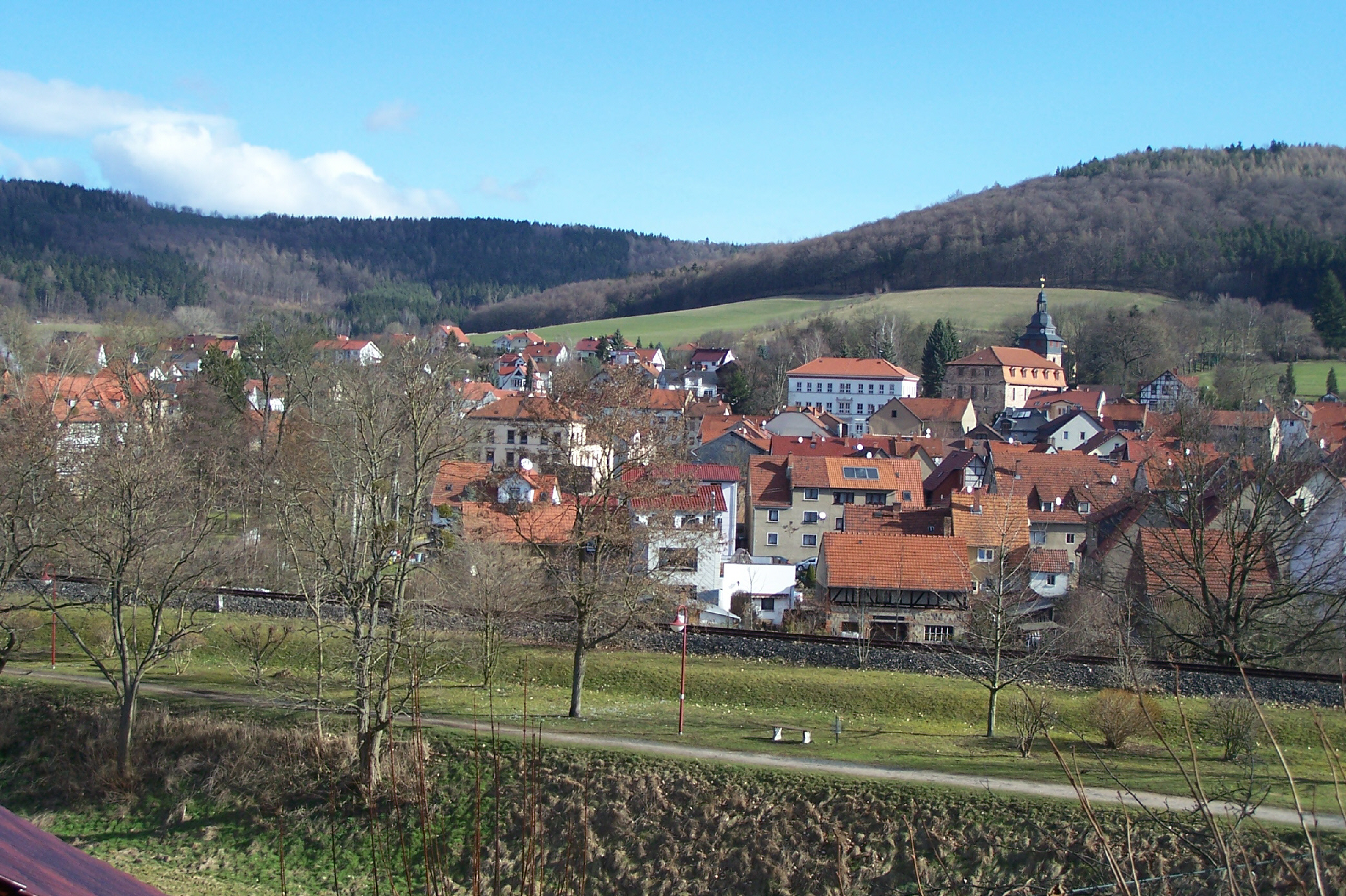

Stadtlengsfeld är en ortsteil i kommunen Dermbach i Wartburgkreis i förbundslandet Thüringen i Tyskland. Stadtlengsfeld var en stad fram till 1 januari 2019 när den uppgick i Dermbach. Staden Stadtlengsfeld hade 2 356 invånare 2018.